# Meselefors
Meselefors is een kleine nederzetting halverwege Vilhelmina en Dorotea. Het ligt aan de Europese weg 45 en aan de Ångermanälv. Het bevindt zich in het zuiden van het Zweedse deel van Lapland.
In het hele gebied rond Meselefors en Åsele komen veel rendieren voor; in de laatste plaats is dan ook een rendierverzamelplaats.
Het deel "Mes" komt hier vaker voor; Mesjö (een plaatsaanduiding of boerderij); Mesjön (een meertje) en Meselberget (een heuvel).

## Verkeer en vervoer
Bij de plaats lopen de E45 en Riksväg 90. Er staan slechts een paar huizen; het is voornamelijk bekend als kruispunt. De E45 heeft hier een T-kruising met de Riksväg 90 naar Åsele.
De plaats heeft een station aan de spoorlijn Gällivare - Kristinehamn.
Bestuurscentrum: Vilhelmina (Tätort)
Småort: Bäsksele · Dikanäs · Klimpfjäll · Latikberg · Laxbäcken · Lövliden · Malgovik · Meselefors · Nästansjö · Saxnäs · Skansholm · Storseleby
Overig: Aronsjö · Fatmomakke · Kittelfjäll · Siksjönäs · Stalon · Strömnäs · Svannäs